# Halenia pauana
Halenia pauana är en gentianaväxtart som beskrevs av José Cuatrecasas. Halenia pauana ingår i släktet Halenia och familjen gentianaväxter. Inga underarter finns listade i Catalogue of Life.